# Tockarp
Tockarp (även Östra Tockarp) är en ort i Örkelljunga socken i Örkelljunga kommun i Skåne län. Orten klassades till och med 2005 som en småort. Från 2015 avgränsas här åter en småort.

## Befolkningsutveckling
| Befolkningsutvecklingen i Tockarp 1995–2015 | Befolkningsutvecklingen i Tockarp 1995–2015 | Befolkningsutvecklingen i Tockarp 1995–2015 | Befolkningsutvecklingen i Tockarp 1995–2015 | Befolkningsutvecklingen i Tockarp 1995–2015 |
| ------------------------------------------- | ------------------------------------------- | ------------------------------------------- | ------------------------------------------- | ------------------------------------------- |
|                                             |                                             |                                             |                                             |                                             |
| År                                          |                                             |                                             | Folkmängd                                   | Areal (ha)                                  |
| 1995                                        | 1995                                        |                                             | 50                                          | 16#                                         |
| 2000                                        | 2000                                        |                                             | 56                                          | 16#                                         |
| 2005                                        | 2005                                        |                                             | 51                                          | 16#                                         |
| 2015                                        | 2015                                        |                                             | 74                                          | 45#                                         |
| Anm.: Ny småort 1995 # Som småort.          |                                             |                                             |                                             |                                             |